# Pierre Bolotte
Pierre Jacques Bolotte, né le 26 octobre 1921 à Neuilly-sur-Seine (France) et mort le 23 mai 2008 à Paris, est un haut fonctionnaire français.
Administrateur du régime de Vichy puis administrateur colonial conservateur, il s'engage dans la répression en Indochine, puis pendant la guerre d'Algérie, où il couvre et soutient les exactions des militaires français, s'oppose à Paul Teitgen et empêche la commission d'enquête menée par Maurice Garçon d'accéder aux documents qu'elle demande.
Alors qu'il est en poste en Guadeloupe, il tente de mettre en place, par des moyens extra-légaux, une politique d'avortements forcés. En Guadeloupe, il ordonne à la police de tirer sur les manifestants, y compris des lycéens ou de simples passants, pendant les manifestations des 26 et 27 mai 1967 qui font suite à une agression raciste. Le bilan du massacre s'élève à entre 7 et 87 (bilans officiels) et entre 80 et plus de 200 morts (bilan des historiens).
De retour en France métropolitaine, il est nommé préfet de Seine-Saint-Denis, demande l'autorisation au Ministère de l'Intérieur puis crée la Brigade anti-criminalité (BAC), héritière de la BNA (Brigade nord-africaine) et qui est généralisée ensuite sur tout le territoire français.
Les chercheurs mettent son action en relation avec celles de Maurice Papon et de François Le Mouël (fondateur de la BRI) dans la répression des minorités ethniques en France.

## Biographie

### Naissance et jeunesse
Pierre Bolotte naît le 26 octobre 1921 à Neuilly-sur-Seine. Il est le fils du médecin général Marcel Bolotte et de son épouse Suzanne Fraisse. Il fréquente des établissements parisiens (collège Stanislas, lycée Louis-le-Grand). Après des études de lettres (licence d'histoire, DES de philosophie), il est diplômé de l’École libre des sciences politiques,. Le 19 décembre 1944, il épouse Anne-Marie Guion avec laquelle il a deux enfants.

### Vichy et Libération
Il devient chef adjoint du cabinet (CAC) du préfet du Morbihan Roger Constant le 30 mars 1944 (donc sous le régime de Vichy) et, à la Libération, il poursuit sa carrière dans le corps préfectoral, et devient directeur du cabinet du ministre de l'Information Pierre-Henri Teitgen, puis de J. Schuller, commissaire de la République à Poitiers en janvier 1945. 
En août de la même année, il est nommé à Baden-Baden chef de cabinet d’Émile Laffon, administrateur de la zone d'occupation française en Allemagne,, où il ne fait pas appliquer les demandes Alliées d'un processus de dénazification. Il est appelé ensuite dans divers cabinets ministériels : ministère de la Reconstruction, de la Marine et celui du président du Conseil.

### Indochine et Algérie
En 1950, il est envoyé en Indochine, dans le cabinet civil du maréchal de Lattre de Tassigny. Il y fait de la « pacification sans se soucier du sort de la population », dans un premier temps, selon ses termes, puis essaie de rallier les vietnamiens à la République du Viêt Nâm. Il fait ensuite un passage à Pointe-à-Pitre au secrétariat général du département de la Guadeloupe (1951-1952), puis rentre en métropole comme directeur adjoint de plusieurs ministères. Il retourne en Indochine en 1953, cette fois au cabinet de Marc Jacquet, ministre chargé des Relations avec les États associés. En 1954, avec le grade de sous-préfet de 1re classe, il est nommé chef de cabinet auprès du préfet chargé des relations de l’État français avec le Conseil de l'Europe, à Strasbourg.
En 1955, il est nommé sous-préfet de Miliana (à Miliana),, chef d'état-major mixte puis directeur de cabinet du préfet d'Alger,. Il atteint le grade de sous-préfet hors-classe en 1956. En 1957, pendant la bataille d'Alger, il est lui-même placé sur écoutes par Robert Lacoste et Charles Ceccaldi-Raynaud. Pendant son passage à Alger, il s'oppose à Paul Teitgen, se rend complice des exactions des militaires et parvient à refuser aux membres de la commission d'enquête diligentée par le gouvernement français, comme l'avocat Maurice Garçon, de consulter les documents sur la répression. Dans des notes secrètes, il qualifie les méthodes employées par les militaires pendant la bataille d'Alger comme « nouvelles » et « excellentes ».

### Outre-Mers et massacre de mai 1967
Entre 1958 et 1962, il est secrétaire général à la préfecture de Saint-Denis de la Réunion, après un passage au ministère de la France d'Outre-mer. Il franchit les grades : sous-préfet hors-classe spéciale (1961), puis hors-cadre (1962). De 1962 à 1965, il travaille au ministère de l'Intérieur, au cabinet du préfet J. Aubert, directeur de cabinet du ministre.
En 1965, il est nommé préfet de la Guadeloupe puis passe préfet hors-cadre. En poste en Guadeloupe, il essaie de mettre en place une politique d'avortements et de contraceptions forcés sur la population locale. Pour ce faire, il met en place des structures extra-légales pour forcer les Guadeloupéens à subir des avortements. Il échoue, notamment en raison d'un conflit avec l'évêque de l'île, qui s'y oppose.
De surcroît, il dirige la répression des manifestations des 26 et 27 mai 1967 qui faisaient suite à un incident raciste en ordonnant l'ouverture du feu, sur les manifestants de la place de la Victoire, y compris sur les lycéens ou des passants. Il demande que les manifestations soient « jugulées sans faiblesse ». La répression dure trois jours où toute personne de couleur sortant dans la rue peut se faire tirer dessus par les forces de l'ordre. 
Pour les autorités françaises, les bilans vont de 7 morts jusqu'à plus de 80 morts, 87 selon le secrétaire d’État aux DOM-TOM Georges Lemoine, en 1985, utilisant des sources administratives, dont les Renseignements généraux (RG). Trente gendarmes sont blessés. Les documents relatifs au massacre sont scellés sous statut Secret défense jusqu'en 2017. Les estimations des historiens varient entre 80 et plus de 200 morts, une tâche rendue ardue par la destruction d'une partie importante des archives disponibles sur le massacre. 

### Seine Saint-Denis, création de la BAC et fin de carrière
En 1967, il est nommé secrétaire général à la Délégation générale à la recherche scientifique et technique (DGRST), où il reste deux ans, avant de devenir en 1969, préfet du département de la Seine-Saint-Denis, nouvellement créé. Il propose au Ministère de l'Intérieur, puis crée et met en place la première brigade anti-criminalité (BAC) sur le modèle de la Brigade nord-africaine à Saint-Denis en 1971,,. Cette nouvelle organisation cible principalement les personnes d'origine Nord-Africaine en France et s'illustre par ses actions violentes.
Il s'oppose aussi à l'implantation d'universitaires en Seine-Saint-Denis, en raison de divergences politiques avec les universitaires de l'Université Paris-VIII-Vincennes–Saint-Denis, car il est profondément conservateur. 
Il est promu au grade d'officier dans l'ordre national du Mérite. En 1974, il est nommé directeur général des collectivités locales au ministère de l'Intérieur. En 1977, il est nommé préfet de la région de Haute-Normandie et de la Seine-Maritime. En 1982, il est nommé conseiller maître à la Cour des comptes puis prend sa retraite de la fonction publique en 1986.

### Carrière politique et décès
En 1983, il est élu conseiller municipal, puis adjoint au maire du 16e arrondissement de Paris, jusqu'en 2001 où il décide de prendre sa retraite. Il a exercé la présidence de l'Association pour la connaissance et la mise en valeur du patrimoine. Il est inhumé le 27 mai 2008.

## Héritage
Son parcours est pris comme exemple par Martin Mourre comme illustration « de ces trajectoires particulièrement répressives de hauts fonctionnaires qui se sont illustrés à la fois dans l’espace impérial et en métropole ». Son action est aussi mise en relation avec celles d'autres administrateurs coloniaux, comme Maurice Papon ou François Le Mouël (le fondateur de la BRI), par Routledge :

« Comme Papon, le commissaire François Le Mouël passe les premières années de la campagne française en Algérie à travailler à la police judiciaire, avant de diriger des policiers parisiens harcelant les Nord-Africains de retour en France. Une décennie plus tard, il élabore le concept d'«anti-criminalité», selon lequel la lutte contre la criminalité consiste à «pénétrer la population» pour capturer «l'ennemi intérieur». Alors que tout au long de la première moitié du XXe siècle, l'État français justifie le contrôle policier des Africains comme moyen de «sauver l'empire des agitateurs indigènes indisciplinés», sa rhétorique à partir des années 1970 évolue vers le devoir impérieux de «protéger la nation des voyous criminels dangereux», c'est-à-dire de jeunes hommes en majorité non blancs, issus de milieux défavorisés en banlieue.
La Brigade anti-criminalité (BAC) est créée dans la région parisienne en 1971 par Pierre Bolotte, un ancien officier colonial en Indochine et en Algérie, qui a été à la tête de la violente répression étatique de la grève des travailleurs de mai 1967 en Guadeloupe, causant la mort de dizaines de manifestants. Tout au long des années 1980, le discours politique façonne le concept d'«émeute», ignorant tout contexte structurel, comme preuve indiscutable de la bestialité des jeunes des banlieues non blancs, légitimant la mainmise de la police sur les cités ; des «réserves de chasse policières» gérées comme des «enclaves endo-coloniales». »

## Récompenses et distinctions

### Décorations
- Commandeur de la Légion d'honneur[27]
- Commandeur de l'ordre des Arts et des Lettres (1999)[30]
- Commandeur de l'ordre national du Mérite[3]
- Croix de guerre 1939–1945[3]
- Commandeur de l'ordre des Palmes académiques[3]